# Scary Hours 2
Scary Hours 2 è il quarto EP del rapper americano-canadese Drake, pubblicato il 5 marzo 2021.

## Tracce
1. What's Next – 2:58
2. Wants and Needs (feat. Lil Baby) – 3:14
3. Lemon Pepper Freestyle (feat. Rick Ross) – 6:21

## Classifiche
| Classifica (2021) | Posizione massima |
| ----------------- | ----------------- |
| Austria           | 10                |
| Germania          | 80                |
| Italia            | 54                |